# Unverre
Unverre is een gemeente in het Franse departement Eure-et-Loir (regio Centre-Val de Loire). De plaats maakt deel uit van het arrondissement Châteaudun. Unverre telde op 1 januari 2022 1.212 inwoners.

## Geografie
De oppervlakte van Unverre bedroeg op 1 januari 2022 62,33 vierkante kilometer; de bevolkingsdichtheid was toen 19,4 inwoners per km².

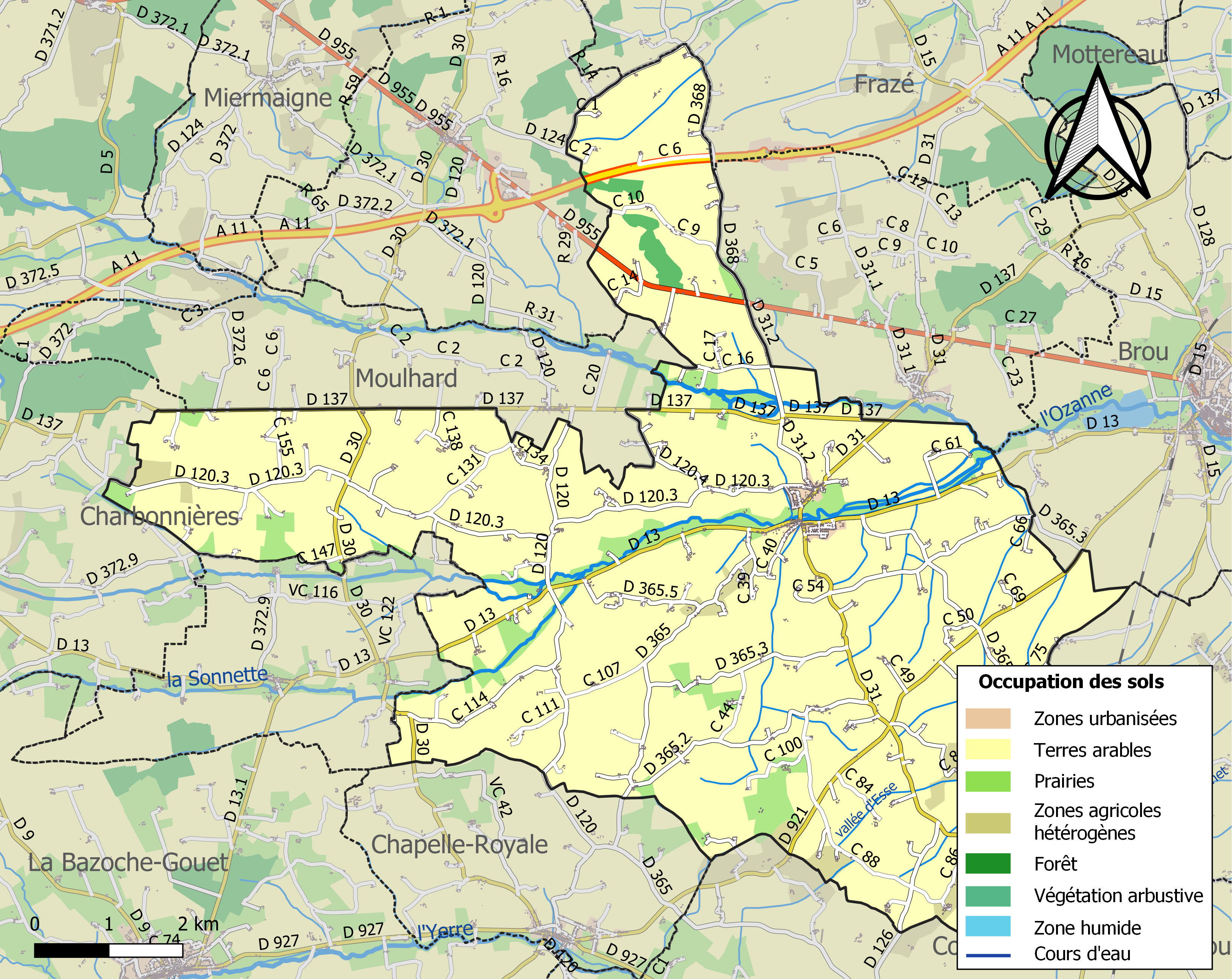
Kaart van de gemeente met belangrijkste infrastructuur, bodemgebruik en omliggende gemeenten

## Demografie
Onderstaande figuur toont het verloop van het inwonertal (bron: INSEE-tellingen).